# Celleporina solida
Celleporina solida is een mosdiertjessoort uit de familie van de Celleporidae. De wetenschappelijke naam van de soort is voor het eerst geldig gepubliceerd in 2007 door Florence, Hayward & Gibbons.